# Sutinske Toplice
Sutinske Toplice est un village de la municipalité de Mihovljan (comitat de Krapina-Zagorje) en Croatie. Au recensement de 2011, le village ne comptait aucun habitant.